# Pollicino (film 2001)
Pollicino (Le Petit Poucet) è un film del 2001 diretto da Olivier Dahan e ispirato alla fiaba Pollicino di Charles Perrault.

## Trama
Pollicino abita con i suoi genitori e i suoi quattro fratelli in un paese molto povero. Una sera, il padre manda Pollicino a raccogliere della legna nella foresta; il bambino è impaurito dal buio e teme che nella foresta si trovino degli orchi. Mentre raccoglie i ramoscelli, in preda alla paura, si imbatte in una ragazza di nome Rose, che lo invita a sedersi nel bosco accanto a lei. Rose gli regala un ciondolo con appesa una piuma d'angelo e si offre di riaccompagnarlo verso casa in quanto il ragazzo non ricorda la strada. 
Nel frattempo, nel villaggio circostante alla casa di Pollicino, arrivano voci riguardo un'imminente guerra e un giorno, mentre la famiglia è riunita per pranzo, un esercito di soldati guidati da un uomo con una gamba di ferro invade la fattoria e saccheggia tutti i viveri.
Una sera Pollicino, nascostosi, ascolta i genitori parlare, i quali decidono di voler abbandonare i figli nella foresta, in quanto con la guerra e la carestia non sono più in grado di mantenerli. Il giorno dopo Pollicino raccoglie delle pietre che lascia lungo il cammino verso la foresta, con l'intenzione poi di seguire il percorso a ritroso per tornare a casa con i fratelli. 
Pollicino salva così i suoi fratelli e tornati a casa i genitori sono increduli nel rivederli (nel frattempo avevano ricevuto del denaro distribuito dalla regina per le famiglie povere). Questo permette alla famiglia di vivere un breve periodo di prosperità prima che i viveri finiscano di nuovo. 
Purtroppo i genitori si vedono costretti a riabbandonarli; stavolta Pollicino non porta con sé le pietre ma delle briciole di pane che vengono mangiate dagli uccelli, non permettendo ai ragazzi di ritrovare la strada di casa. I cinque ragazzi si trovano così sperduti nella foresta e, una volta sfuggiti all'inseguimento di un branco di lupi e all'incontro con l'uomo dalla gamba di ferro che sta bruciando un villaggio, arrivano di fronte ad un'imponente dimora.
La donna che apre alla porta inizialmente vuole mandarli via dicendo che in un luogo come quello dei bambini non dovrebbero mai entrare, ma poi, pensando che senza il suo aiuto i ragazzi potrebbero morire di fame, li accoglie nella casa. Mentre mangiano, qualcuno bussa alla porta: è il marito della donna, la quale nasconde alla svelta i bambini in un baule. 
Il marito della donna è l'orco: l'essere tanto temuto da Pollicino. L'orco ha con sé Rose, la ragazza incontrata da Pollicino tempo prima, che si scopre essere figlia dei due, scappata poiché si rifiutava di diventare un'orchessa come il resto delle sue sorelle. Una volta mandata la ragazza a dormire, l'orco avverte l'odore dei bambini e li scopre nel baule, decidendo di volerli cucinare la sera stessa. La moglie lo persuade ad aspettare il giorno seguente, con la scusa di farli mangiare per rendere la loro carne più morbida, con l'intenzione in realtà di farli fuggire all'alba. I ragazzi e le figlie dell'orco si riuniscono per cena, dove i ragazzi si rifocillano come non facevano da giorni.
La notte stessa, Rose e Pollicino si incontrano di nascosto e sentono l'orco svegliarsi; in preda alla fame ha deciso di uccidere i ragazzi durante la notte. Pollicino, con l'aiuto di Rose, salva i fratelli scambiando i cappelli dei ragazzi con le corone delle figlie dell'orco. I ragazzi scappano con Rose e l'orco, vedendo i cappelli sulle teste delle figlie, convinto che siano i bambini, le uccide rendendosi poi conto dell'orrore che ha commesso. 
L'orco indossa così gli stivali delle sette leghe e parte alla ricerca di Pollicino per vendicarsi. Il gruppo nel frattempo si è rifugiato nella grotta di una montagna. Dopo essere riuscito a far scappare i fratelli e Rose, Pollicino riesce a spingere l'orco giù da un dirupo, non prima di avergli sfilato gli stivali che lui stesso userà per volare.
Il ragazzo, volando, si imbatte in una scenario desolante: una terra distrutta dalla guerra, dove, una volta atterrato, vede il cadavere dell'uomo dalla gamba di ferro e incontra un soldato in fin di vita che gli consegna un'importante missiva destinata alla regina.
Il ragazzo si reca così al castello e consegna la missiva che consentirà la fine della guerra (Pollicino non sapeva cosa vi fosse scritto). La regina lo nomina messaggero del reame e gli concede un desiderio: il ragazzo desidera tornare a casa e rivedere la sua famiglia. 
Il film termina con le ultime parole di Pollicino:
(Pollicino)